# La Ceinture empoisonnée
La Ceinture empoisonnée (The Poison Belt) est un roman d'aventures et de science-fiction d'Arthur Conan Doyle paru en 1913. 
En France, le roman est publié en 1921 sous le titre Le Ciel empoisonné, puis sous le titre La Ceinture empoisonnée après 1938.
La Ceinture empoisonnée fait partie du cycle des romans et nouvelles de Conan Doyle mettant en scène le professeur Challenger, autre personnage de Conan Doyle, cependant moins connu que Sherlock Holmes. La Ceinture empoisonnée fait suite au roman Le Monde perdu, dont il reprend les personnages.
Dans l'avant-propos de la première édition en français, le traducteur (Louis Labat qui signe L.L.) explique que : « plus qu’un roman, Le Ciel Empoisonné est, au sens où nous l’entendions jadis, une nouvelle ». L'avant-propos précise également que le récit ne présente aucune digression ni d’à-côtés. Il s'agit d'une « action violente et rapide » comportant des épisodes « réduits à l’essentiel ».
Le roman relate l'histoire des quatre aventuriers du roman précédent, Le Monde perdu attendant la fin du monde chez le professeur Challenger, à la campagne, dans une pièce confinée, avec des bouteilles d'oxygène comme seul secours.

## Résumé
Ce roman est divisé en six chapitres.
1. Des lignes qui se brouillent
2. La marée de la mort
3. En plongée
4. Journal d'une agonie
5. Le monde est mort
6. Le grand réveil

En observant une modification de l'apparence des spectres dans l'espace qui entrainerait un changement de la nature de l'éther (nom donné au vide interstellaire à l'époque du roman) le professeur Challenger identifie un phénomène qui risque d'entraîner la démence puis l’asphyxie des êtres vivants. 
Le professeur décide alors d'inviter quelques amis (dont Edward Malone) chez lui en leur demandant de se procurer auparavant des bouteilles d'oxygène afin qu'ils se réfugient tous dans une pièce confinée de sa maison avant que l'empoisonnement de l'humanité ne commence.
Grâce à la présence de ces bouteilles d'oxygène, ils peuvent retarder les effets de l'empoisonnement et représenter l'arrière-garde de la fin du monde. En observant le monde extérieur aux travers des lames du volet de la fenêtre fermée de leur chambre, Challenger et ses amis assistent, impuissants, aux derniers instants de personnes qu'ils voient succomber dans leur proche environnement. 
Le récit contient ce curieux dialogue entre Challenger et son valet :
«  - J'attends pour aujourd'hui la fin du monde, Austin.
 
- Bien, Monsieur. À quelle heure, Monsieur ?
 
- Je ne sais pas, Austin. Avant ce soir. 

- Très bien, Monsieur.  »

## Analyse
Cette nouvelle, écrite par Arthur Conan Doyle juste avant la Première Guerre mondiale, dénote une vision assez pessimiste de l'humanité mais recèle tout de même une part d'optimisme. 
Selon la spécialiste de la littérature britannique Hélène Machinal, le phénomène spatial décrit dans le roman touche toute l'humanité au niveau de toutes les classes sociales, le dernier chapitre, plus positif et moralisateur décrit « un monde meilleur, une sorte de peuple élu pour aller porter le message de la régénérescence aux autres peuples ». Toujours selon cette spécialiste, le roman est « une allégorie qui dénonce l’évolution de la société vers le matérialisme et annonce une fin imminente si une prise de conscience n’a pas lieu. »

La morale de ce récit, évoquée par Hélène Machinal, se présente sous la forme d'une sorte de déclaration ainsi rédigée : 
« 
La mort a failli nous emporter. […] Son ombre sinistre plane au-dessus de notre vie, mais nul ne peut nier que la perception du devoir, le sens de la mesure et des responsabilités […] C’est quelque chose qui va au-delà des clans et des dogmes. Il s’agit plutôt d’un changement de perspective, d’une modification de notre sens des proportions, d’une prise de conscience saisissante que nous sommes des créatures insignifiantes et éphémères, que notre existence n’est que tolérée, à la merci du premier vent glacial soufflant de l’inconnu. »

## Similitude du roman avecLa Force mystérieusede Rosny aîné

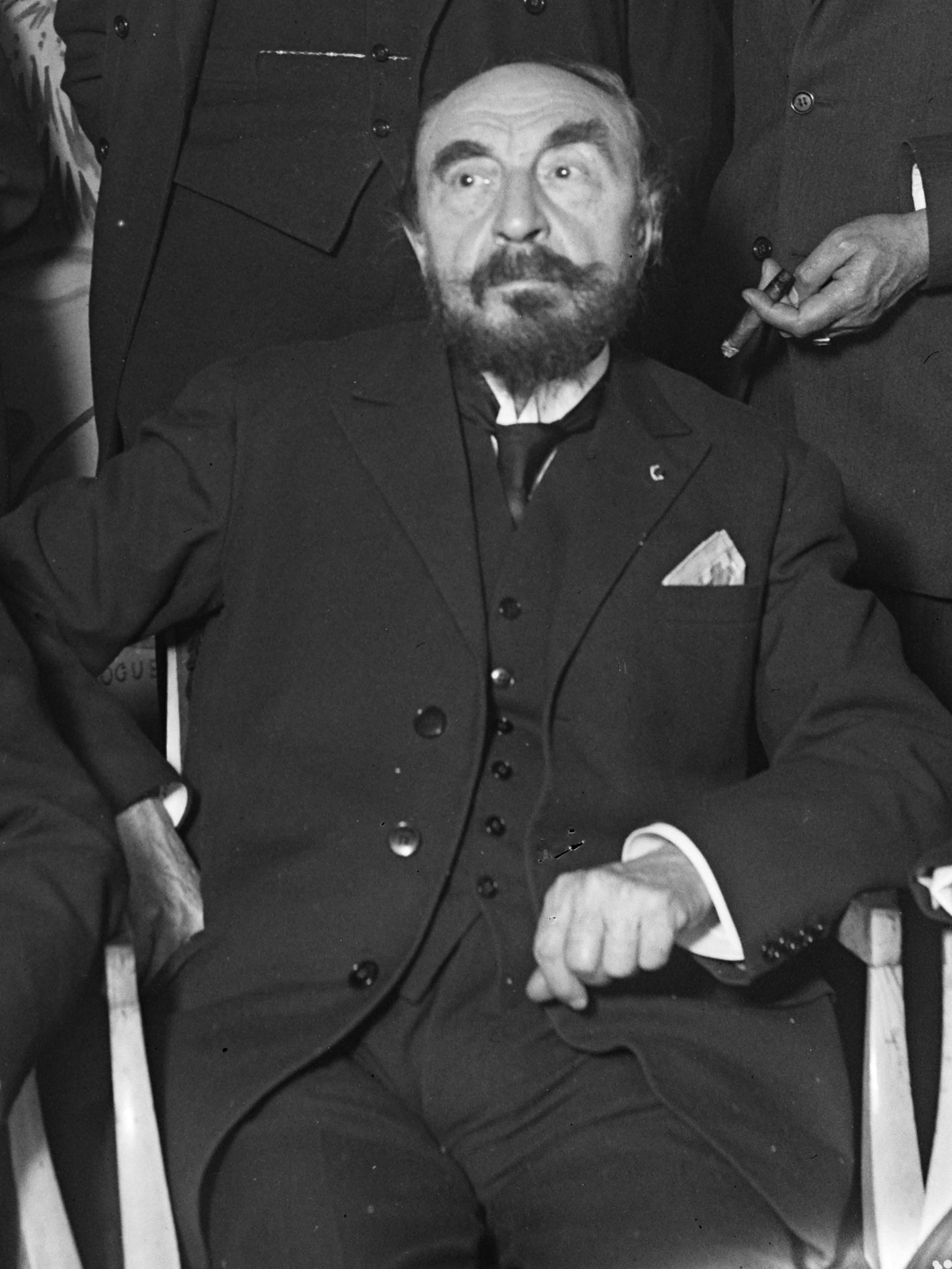
J.-H. Rosny aîné s'interrogea sur la troublante similitude de son roman La Force mystérieuse avec celui de Conan Doyle.

Une certaine similitude existe entre deux romans de science-fiction, publiés au cours de l'année 1913 :
La Force mystérieuse de l'écrivain franco-belge J.-H. Rosny aîné et Le Ciel empoisonné de Sir Arthur Conan Doyle présentent des thèmes identiques, mais également des passages qui, sans être exactement similaires, montrent des coïncidences qui étonnèrent J.-H. Rosny aîné. 
Ce dernier avait lancé la publication de son roman (dans le magazine Je sais tout) quelques mois avant celui de Conan Doyle (publié dans Strand Magazine) et le signala dans la préface, lors de l'édition de son roman, mais ne donna aucune suite.

## Adaptations
La BBC a diffusé une version radiophonique de l'histoire en 1944, à la suite de son adaptation bien accueillie par le public du roman Le Monde Perdu, la même année.